# Маймеча
Маймеча̀ (Меча река) е река в Азиатската част на Русия, Северен Сибир, Красноярски край, Евенкски автономен окръг и Таймирски (Долгано-Ненецки) автономен окръг, десен приток на Хета от басейна на Хатанга. Дължината ѝ е 650 km, която ѝ отрежда 111-о място по дължина сред реките на Русия.
Река Маймеча извира, на 1100 m н.в., югоизточната част на планината Путорана, в северната част на Евенкския автономен окръг, Красноярски край. В горното си течение реката тече на североизток в тясна долина, като протича през поредица от малки езера. След навлизането си в Таймирския (Долгано-Ненецки) автономен окръг завива на север и тече през източните ниски части на планината Путорана вече в широка, но дълбока долина спрямо околния терен. Преди устието на десния си приток река Гуле (при 75 km) Маймеча излиза от планината, завива на северозапад и до устието си тече през южната част на Северосибирската низина. В този долен участък от течението си Маймеча са разделя на ръкави, с множество острови между тях. Влива се отдясно в река Хета (лява съставяща на Хатанга, при нейния 143 km, на 6 m н.в., в близост до село Катирик, Таймирски (Долгано-Ненецки) автономен окръг.
Водосборният басейн на Маймеча има площ от 26,5 хил. km2, което представлява 26,5% от водосборния басейн на река Хета и се простира на части от Таймирския (Долгано-Ненецки) автономен окръг и Евенкския автономен окръг на Красноярски край.
Границите на водосборния басейн на реката са следните:
- на изток и юг – водосборния басейн на река Котуй, дясна съставяща на Хатанга;
- на запад – водосборните басейни на реките Аякли, Боярка и Голяма Романиха, десни притоци на Хета.

Река Маймеча получава над 40 притока с дължина над 15 km, като 2 от тях са с дължина над 100 km:
- 524 → Кунтикахи 143 / 2570
- 280 → Амбардах 235 / 6640

Подхранването на реката е смесено, като преобладава снежното. Пролетното пълноводие продължава от края на май до края на юни, а от септември до май има ясно изразено маловодие. Среден годишен отток около 285 m3/s. В долното течение дълбочината на Маймеча достига до 5 m при пълноводие, а скоростта на течението е до 0,3 m/s. Замръзва в края на септември или началото на октомври, а се размразява в края на май или началото на юни.
Река Маймеча протича през безлюдни райони, като само близо до устието ѝ е малкото село Катирик.
Поради това, че реката протича през безлюдни райони, водата ѝ е изключително чиста и в нея обитават множество видове риби, а през краткото сибирско лято по бреговете ѝ гнездят хиляди прелетни птици.